# روكي 4
روكي 4 (بالإنجليزية: Rocky 4)‏ هو فيلم دراما تم إنتاجه في الولايات المتحدة وصدر في سنة 1985. الفيلم من إخراج سيلفستر ستالون وكتابة سيلفستر ستالون. من بطولة سيلفستر ستالون وتاليا شاير ودولف لندجرين.

## القصة
في الوقت الحاضر، وصل الملاكم الروسي السوفييتي إيفان دراغو إلى الولايات المتحدة مع حاشيته للترويج لقدراته الرياضية. أعلن أبولو كريد أنه سيعود من التقاعد ويتحدى إيفان في مباراة استعراضية. يقام معرضهم في فندق مترو جولدوين ماير جراند في لاس فيغاس. يكتسب إيفان اليد العليا ويسدد ضربات مدمرة إلى أبولو. على الرغم من جهود روكي والمدربين الآخرين في إيقاف المباراة، يوجه إيفان ضربة أخيرة تقضي على أبولو إلى الأبد، الذي يموت في النهاية.
بعد حضور جنازة أبولو، يقرر روكي تحدي إيفان بنفسه، ولكن للقيام بذلك، يجب عليه التنازل عن بطولته حيث أعلنت لجنة الملاكمة هذه الخطوة غير مصرح بها. يسافر روكي وحاشيته إلى قرية ثلجية في روسيا لبدء التدريب، دون أن يدركوا أن إيفان عاد إلى وطنه ليتدرب بشكل صارم أيضًا.
في يوم المباراة، أصبح الروس يسخرون من روكي ويصبحون عدائيين تجاهه. مع تطور المباراة، كانت لدى إيفان اليد العليا، لكن روكي تمكن من اللحاق به على الفور. بعد أن أدركوا شهرته، بدأ الروس في الإعجاب بروكي، وأعطوه مصدرًا للقوة، مما سمح له بالقضاء على إيفان من خلال إغمائه واستعادة البطولة.

## روابط خارجية
- روكي 4 على موقع IMDb (الإنجليزية)
- روكي 4 على موقع ميتاكريتيك (الإنجليزية)
- روكي 4 على موقع روتن توميتوز (الإنجليزية)
- روكي 4 على موقع نتفليكس (الإنجليزية)
- روكي 4 على موقع قاعدة بيانات الأفلام العربية
- روكي 4 على موقع ألو سيني (الفرنسية)
- روكي 4 على موقع Turner Classic Movies (الإنجليزية)
- روكي 4 على موقع أول موفي (الإنجليزية)
- روكي 4 على موقع بوكس أوفيس موجو (الإنجليزية)
- روكي 4 على موقع فيلمافينيتي (الإسبانية)